# Saint-Maclou (Eure)
Saint-Maclou is een gemeente in het Franse departement Eure (regio Normandië) en telt 463 inwoners (1999). De plaats maakt deel uit van het arrondissement Bernay.

## Geografie
De oppervlakte van Saint-Maclou bedraagt 5,6 km², de bevolkingsdichtheid is 82,7 inwoners per km².
De onderstaande kaart toont de ligging van Saint-Maclou (Eure) met de belangrijkste infrastructuur en aangrenzende gemeenten.

## Demografie
Onderstaande figuur toont het verloop van het inwonertal (bron: INSEE-tellingen).